# رعاشة يابانية
رعاشة يابانية (الاسم العلمي: Calopteryx japonica) هي نوع من الحشرات يتبع جنس الرعاشة من فصيلة الرعاشية.